# Odds Ballklubb 2019
Questa voce raccoglie le informazioni riguardanti l'Odds Ballklubb nelle competizioni ufficiali della stagione 2019.

## Stagione
L'Odd ha chiuso la stagione al 4º posto in classifica, mentre l'avventura nel Norgesmesterskapet si è chiusa in semifinale, con l'eliminazione subita per mano dell'Haugesund.
Elbasan Rashani, Birk Risa e Sondre Rossbach sono stati i calciatori più utilizzati dal tecnico Dag-Eilev Fagermo nel corso della stagione, tutti a quota 34 presenze tra campionato e coppa nazionale; Torgeir Børven è stato invece il miglior marcatore della squadra con 23 reti, di cui 21 in campionato che gli sono valse il titolo di capocannoniere.

## Rosa
| N. |                     | Ruolo | Calciatore             |
| -- | ------------------- | ----- | ---------------------- |
| 1  | Norvegia (bandiera) | P     | Sondre Rossbach        |
| 2  | Norvegia (bandiera) | D     | Espen Ruud             |
| 3  | Norvegia (bandiera) | D     | Fredrik Semb Berge     |
| 5  | Norvegia (bandiera) | D     | Birk Risa              |
| 6  | Norvegia (bandiera) | C     | Vebjørn Hoff           |
| 7  | Norvegia (bandiera) | C     | Fredrik Oldrup Jensen  |
| 8  | Norvegia (bandiera) | C     | Jone Samuelsen         |
| 10 | Norvegia (bandiera) | A     | Moussa Njie            |
| 10 | Norvegia (bandiera) | A     | Sander Svendsen        |
| 11 | Kosovo (bandiera)   | A     | Elbasan Rashani        |
| 12 | Norvegia (bandiera) | P     | Egil Selvik            |
| 13 | Norvegia (bandiera) | D     | Kevin Egell-Johnsen    |
| 14 | Norvegia (bandiera) | C     | Fredrik Nordkvelle     |
| 15 | Norvegia (bandiera) | A     | Filip Møller Delaveris |

| N. |                     | Ruolo | Calciatore               |
| -- | ------------------- | ----- | ------------------------ |
| 16 | Norvegia (bandiera) | C     | Joshua Kitolano          |
| 17 | Norvegia (bandiera) | C     | Markus Kaasa             |
| 18 | Norvegia (bandiera) | D     | Odin Bjørtuft            |
| 19 | Norvegia (bandiera) | A     | Bilal Njie               |
| 20 | Norvegia (bandiera) | A     | Tobias Lauritsen         |
| 21 | Norvegia (bandiera) | D     | Steffen Hagen            |
| 22 | Norvegia (bandiera) | A     | Torgeir Børven           |
| 23 | Norvegia (bandiera) | A     | Marius Bustgaard Larsen  |
| 24 | Norvegia (bandiera) | A     | André Sødlund            |
| 26 | Norvegia (bandiera) | P     | Pål Trygve Bakke         |
| 28 | Norvegia (bandiera) | D     | Bjørn Mæland             |
| 29 | Norvegia (bandiera) | C     | Markus Holte Sjøstrøm    |
| 30 | Norvegia (bandiera) | C     | Eivind Frøhaug Willumsen |
| 31 | Norvegia (bandiera) | A     | Andreas Helmersen        |

## Calciomercato

### Sessione invernale(dal 09/01 al 01/04)
| Arrivi | Arrivi                | Arrivi        | Arrivi     |
| R.     | Nome                  | da            | Modalità   |
| ------ | --------------------- | ------------- | ---------- |
| P      | Egil Selvik           | Sandnes Ulf   | definitivo |
| C      | Fredrik Oldrup Jensen | Zulte Waregem | prestito   |
| A      | Andreas Helmersen     | Rosenborg     | prestito   |
| A      | Sander Svendsen       | Hammarby      | prestito   |

| Partenze | Partenze           | Partenze   | Partenze   |
| R.       | Nome               | a          | Modalità   |
| -------- | ------------------ | ---------- | ---------- |
| P        | Viljar Myhra       |            | svincolato |
| D        | Vegard Bergan      | Bodø/Glimt | definitivo |
| D        | Andreas Nordvik    |            | svincolato |
| C        | Martin Broberg     |            | svincolato |
| C        | Stefan Mladenović  |            | svincolato |
| A        | Torbjørn Agdestein | Aalesund   | definitivo |

## Risultati

### Eliteserien

#### Girone di andata
| Arbitro: | Eskås (Oslo) |

|                          |           |                         |
| Hoff 45’ Børven 46’, 68’ | Marcatori | 2’, 76’ (rig.) Wormgoor |

| Arbitro: | Skjerven (Kaupanger) |

|             |           |            |
| Helland 44’ | Marcatori | 54’ Børven |

| Arbitro: | Kjensli (Oslo) |

|                        |           |  |
| Rashani 19’ Børven 56’ | Marcatori |  |

| Arbitro: | Hagen (Grue) |

|           |           |  |
| Kaasa 54’ | Marcatori |  |

| Arbitro: | Smehus Kringstad |

|            |           |  |
| Dønnum 90’ | Marcatori |  |

| Arbitro: | Døvle (Larvik) |

|                      |           |                |
| Hagen 24’ Børven 90’ | Marcatori | 77’ Abdellaoue |

| Arbitro: | Hafsås (Trondheim) |

|              |           |                         |
| Espejord 41’ | Marcatori | 75’ Kitolano 84’ Børven |

| Arbitro: | Saggi (Drammen) |

|             |           |  |
| Rashani 78’ | Marcatori |  |

| Arbitro: | Hansen (Feda) |

|  |           |                                                |
|  | Marcatori | 2’ (rig.) Børven 47’ Hagen 65’ (aut.) Pedersen |

| Arbitro: | Hafsås (Trondheim) |

|                 |           |             |
| Børven 10’, 75’ | Marcatori | 13’ Braaten |

| Arbitro: | Hobber Nilsen (Oslo) |

|                        |           |  |
| Strand Larsen 21’, 48’ | Marcatori |  |

| Arbitro: | Eskås (Oslo) |

|                                |           |           |
| Nordkvelle 36’, 71’ Børven 60’ | Marcatori | 52’ Leite |

| Arbitro: | Kjensli (Oslo) |

|                                        |           |  |
| Evjen 30’ Saltnes 70’ Zinckernagel 84’ | Marcatori |  |

| Arbitro: | Hobber Nilsen (Oslo) |

|                           |           |                          |
| Nordkvelle 49’ Børven 87’ | Marcatori | 22’ James 28’ Omoijuanfo |

| Arbitro: | Døvle (Larvik) |

|                                 |           |  |
| Occéan 57’ Brochmann 83’ (rig.) | Marcatori |  |

#### Girone di ritorno
| Arbitro: | Hagenes (Flaktveit) |

|                        |           |                    |
| Rashani 65’ Børven 81’ | Marcatori | 52’ Ødemarksbakken |

| Arbitro: | Eskås (Oslo) |

|            |           |            |
| Psyché 59’ | Marcatori | 20’ Børven |

| Arbitro: | Skjerven (Kaupanger) |

|          |           |             |
| Risa 10’ | Marcatori | 60’ Hovland |

| Arbitro: | Steen (Bergen) |

|                      |           |                 |
| James 42’ Hestad 54’ | Marcatori | 24’, 69’ Børven |

| Arbitro: | Hobber Nilsen (Oslo) |

|                              |           |             |
| Nordkvelle 12’, 81’ Ruud 22’ | Marcatori | 49’ Saltnes |

| Arbitro: | Skjerven (Kaupanger) |

|                          |           |  |
| Tripić 9’ Torsteinbø 51’ | Marcatori |  |

| Arbitro: | Kjensli (Oslo) |

|                                      |           |  |
| Møller Delaveris 30’, 34’ Børven 58’ | Marcatori |  |

| Arbitro: | Hagen (Grue) |

|                      |           |                                          |
| Mendy 16’ Fofana 84’ | Marcatori | 11’ Møller Delaveris 27’ Hoff 66’ Børven |

| Arbitro: | Kjensli (Oslo) |

|          |           |           |
| Risa 90’ | Marcatori | 56’ Finne |

| Arbitro: | Hagen (Grue) |

|                                              |           |            |
| Kvande 9’ Olsen Øveraas 34’ Karlsen 84’, 86’ | Marcatori | 30’ Børven |

| Stabekk 27 ottobre 2019, ore 18:00 26ª giornata | Stabæk             | 0 – 0 referto | Odd | Nadderud Stadion (3.082 spett.)\| Arbitro: \| Hafsås (Trondheim) \| |
| Arbitro:                                        | Hafsås (Trondheim) |               |     |                                                                     |

| Arbitro: | Kjensli (Oslo) |

|                                             |           |                            |
| Børven 45’, 78’ (rig.) Faye Lund 84’ (aut.) | Marcatori | 24’ Brochmann 72’ Dragsnes |

| Arbitro: | Skjerven (Kaupanger) |

|           |           |  |
| Bamba 74’ | Marcatori |  |

| Arbitro: | Eskås (Oslo) |

|                              |           |              |
| Børven 43’ Oldrup Jensen 61’ | Marcatori | 80’ Andersen |

| Arbitro: | Hagenes (Flaktveit) |

|                                                   |           |           |
| Sandberg 22’ (rig.) Velde 61’ Desler 65’ Koné 89’ | Marcatori | 27’ Kaasa |

### Norgesmesterskapet
| Arbitro: | Håversen |

|                        |           |                                                                                         |
| Pedersen 56’ Hagen 78’ | Marcatori | 35’, 74’, 90’ (rig.) Lauritsen 38’ Kitolano 39’ Samuelsen 53’ Møller Delaveris 82’ Hoff |

| Arbitro: | Lien |

|  |           |                         |
|  | Marcatori | 8’ Lauritsen 85’ Børven |

| Arbitro: | Døvle (Larvik) |

|                                |                      |                                  |
| Grorud 38’                     | Marcatori            | 90’ Ruud                         |
| Vallés Mjelde Kurtović Engblom | Tiri di rigore 1 – 3 | Ruud Lauritsen Børven Nordkvelle |

| Arbitro: | Hafsås (Trondheim) |

|           |           |                             |
| Sørli 76’ | Marcatori | 82’ Lauritsen 106’ Svendsen |

| Arbitro: | Saggi (Drammen) |

|                               |           |                                                             |
| Tavakoli 32’ Olden Larsen 80’ | Marcatori | 31’ Børven 38’ Lauritsen 74’, 85’ Møller Delaveris 84’ Hoff |

| Arbitro: | Hansen (Feda) |

|  |           |                                                |
|  | Marcatori | 49’ (rig.) Sandberg 83’ Samuelsen 89’ Tronstad |

## Statistiche

### Statistiche di squadra
| Competizione       | Punti | In casa | In casa | In casa | In casa | In casa | In casa | In trasferta | In trasferta | In trasferta | In trasferta | In trasferta | In trasferta | Totale | Totale | Totale | Totale | Totale | Totale | DR  |
| Competizione       | Punti | G       | V       | N       | P       | Gf      | Gs      | G            | V            | N            | P            | Gf           | Gs           | G      | V      | N      | P      | Gf     | Gs     | DR  |
| ------------------ | ----- | ------- | ------- | ------- | ------- | ------- | ------- | ------------ | ------------ | ------------ | ------------ | ------------ | ------------ | ------ | ------ | ------ | ------ | ------ | ------ | --- |
| Eliteserien        | 52    | 15      | 12      | 3       | 0       | 31      | 14      | 15           | 3            | 4            | 8            | 14           | 26           | 30     | 15     | 7      | 8      | 45     | 40     | +5  |
| Norgesmesterskapet | -     | 1       | 0       | 0       | 1       | 0       | 3       | 5            | 4            | 1            | 0            | 17           | 6            | 6      | 4      | 1      | 1      | 17     | 9      | +8  |
| Totale             | -     | 16      | 12      | 3       | 1       | 31      | 17      | 20           | 7            | 5            | 8            | 31           | 32           | 36     | 19     | 8      | 9      | 62     | 49     | +13 |

### Andamento in campionato
| Giornata  | 1 | 2 | 3 | 4 | 5 | 6 | 7 | 8 | 9 | 10 | 11 | 12 | 13 | 14 | 15 | 16 | 17 | 18 | 19 | 20 | 21 | 22 | 23 | 24 | 25 | 26 | 27 | 28 | 29 | 30 |
| --------- | - | - | - | - | - | - | - | - | - | -- | -- | -- | -- | -- | -- | -- | -- | -- | -- | -- | -- | -- | -- | -- | -- | -- | -- | -- | -- | -- |
| Luogo     | C | T | C | C | T | C | T | C | T | C  | T  | C  | T  | C  | T  | C  | T  | C  | T  | C  | T  | C  | T  | C  | T  | T  | C  | T  | C  | T  |
| Risultato | V | N | V | V | P | V | V | V | V | V  | P  | V  | P  | N  | P  | V  | N  | N  | N  | V  | P  | V  | V  | N  | P  | N  | V  | P  | V  | P  |
| Posizione | 4 | 4 | 3 | 2 | 3 | 3 | 2 | 1 | 1 | 1  | 1  | 1  | 2  | 2  | 3  | 3  | 3  | 3  | 3  | 3  | 3  | 3  | 3  | 3  | 3  | 3  | 3  | 3  | 3  | 4  |

Fonte:  Eliteserien 2019, su altomfotball.no, Altomfotball.
Legenda:

Luogo: C = Casa; T = Trasferta. Risultato: V = Vittoria; N = Pareggio; P = Sconfitta.

### Statistiche dei giocatori
| Giocatore            | Eliteserien | Eliteserien | Eliteserien | Eliteserien | Norgesmesterskapet | Norgesmesterskapet | Norgesmesterskapet | Norgesmesterskapet | Coppe europee | Coppe europee | Coppe europee | Coppe europee | Altre coppe | Altre coppe | Altre coppe | Altre coppe | Totale   | Totale | Totale      | Totale     |
| Giocatore            | Presenze    | Reti        | Ammonizioni | Espulsioni  | Presenze           | Reti               | Ammonizioni        | Espulsioni         | Presenze      | Reti          | Ammonizioni   | Espulsioni    | Presenze    | Reti        | Ammonizioni | Espulsioni  | Presenze | Reti   | Ammonizioni | Espulsioni |
| -------------------- | ----------- | ----------- | ----------- | ----------- | ------------------ | ------------------ | ------------------ | ------------------ | ------------- | ------------- | ------------- | ------------- | ----------- | ----------- | ----------- | ----------- | -------- | ------ | ----------- | ---------- |
| P. Bakke             | 0           | -0          | 0           | 0           | 0                  | -0                 | 0                  | 0                  |               |               |               |               |             |             |             |             | 0        | 0      | 0           | 0          |
| O. Bjørtuft          | 14          | 0           | 1           | 0           | 4                  | 0                  | 0                  | 0                  |               |               |               |               |             |             |             |             | 18       | 0      | 1           | 0          |
| T. Børven            | 30          | 21          | 1           | 0           | 4                  | 2                  | 2                  | 0                  |               |               |               |               |             |             |             |             | 34       | 23     | 3           | 0          |
| M. Bustgaard Larsen  | 2           | 0           | 0           | 0           | 1                  | 0                  | 0                  | 0                  |               |               |               |               |             |             |             |             | 3        | 0      | 0           | 0          |
| K. Egell-Johnsen     | 0           | 0           | 0           | 0           | 1                  | 0                  | 0                  | 0                  |               |               |               |               |             |             |             |             | 1        | 0      | 0           | 0          |
| E. Frøhaug Willumsen | 0           | 0           | 0           | 0           | 0                  | 0                  | 0                  | 0                  |               |               |               |               |             |             |             |             | 0        | 0      | 0           | 0          |
| S. Hagen             | 28          | 2           | 1           | 0           | 6                  | 0                  | 0                  | 0                  |               |               |               |               |             |             |             |             | 34       | 2      | 1           | 0          |
| V. Hoff              | 29          | 2           | 4           | 0           | 5                  | 2                  | 1                  | 0                  |               |               |               |               |             |             |             |             | 34       | 4      | 5           | 0          |
| M. Holte Sjøstrøm    | 0           | 0           | 0           | 0           | 0                  | 0                  | 0                  | 0                  |               |               |               |               |             |             |             |             | 0        | 0      | 0           | 0          |
| M. Kaasa             | 22          | 2           | 3           | 0           | 4                  | 0                  | 0                  | 0                  |               |               |               |               |             |             |             |             | 26       | 2      | 3           | 0          |
| J. Kitolano          | 21          | 1           | 1           | 0           | 5                  | 1                  | 0                  | 0                  |               |               |               |               |             |             |             |             | 26       | 2      | 1           | 0          |
| T. Lauritsen         | 21          | 0           | 1           | 0           | 6                  | 6                  | 0                  | 0                  |               |               |               |               |             |             |             |             | 27       | 6      | 1           | 0          |
| B. Mæland            | 0           | 0           | 0           | 0           | 0                  | 0                  | 0                  | 0                  |               |               |               |               |             |             |             |             | 0        | 0      | 0           | 0          |
| F. Møller Delaveris  | 15          | 3           | 0           | 0           | 6                  | 3                  | 0                  | 0                  |               |               |               |               |             |             |             |             | 21       | 6      | 0           | 0          |
| B. Njie              | 6           | 0           | 0           | 0           | 0                  | 0                  | 0                  | 0                  |               |               |               |               |             |             |             |             | 6        | 0      | 0           | 0          |
| M. Njie              | 4           | 0           | 1           | 0           | 0                  | 0                  | 0                  | 0                  |               |               |               |               |             |             |             |             | 4        | 0      | 1           | 0          |
| F. Nordkvelle        | 23          | 5           | 2           | 0           | 5                  | 0                  | 0                  | 0                  |               |               |               |               |             |             |             |             | 28       | 5      | 2           | 0          |
| F. Oldrup Jensen     | 23          | 1           | 6           | 0           | 1                  | 0                  | 0                  | 0                  |               |               |               |               |             |             |             |             | 24       | 1      | 6           | 0          |
| E. Rashani           | 29          | 3           | 4           | 0           | 6                  | 0                  | 2                  | 0                  |               |               |               |               |             |             |             |             | 35       | 3      | 6           | 0          |
| B. Risa              | 30          | 2           | 2           | 0           | 5                  | 0                  | 0                  | 0                  |               |               |               |               |             |             |             |             | 35       | 2      | 2           | 0          |
| S. Rossbach          | 30          | -40         | 1           | 0           | 5                  | -7                 | 0                  | 0                  |               |               |               |               |             |             |             |             | 35       | -47    | 1           | 0          |
| E. Ruud              | 24          | 1           | 6           | 0           | 4                  | 1                  | 0                  | 0                  |               |               |               |               |             |             |             |             | 28       | 2      | 6           | 0          |
| J. Samuelsen         | 11          | 0           | 0           | 0           | 4                  | 1                  | 0                  | 0                  |               |               |               |               |             |             |             |             | 15       | 1      | 0           | 0          |
| E. Selvik            | 0           | -0          | 0           | 0           | 1                  | -2                 | 0                  | 0                  |               |               |               |               |             |             |             |             | 1        | -2     | 0           | 0          |
| F. Semb Berge        | 25          | 0           | 6           | 0           | 2                  | 0                  | 0                  | 0                  |               |               |               |               |             |             |             |             | 27       | 0      | 6           | 0          |
| S. Svendsen          | 16          | 0           | 1           | 0           | 3                  | 1                  | 0                  | 0                  |               |               |               |               |             |             |             |             | 19       | 1      | 1           | 0          |
| A. Sødlund           | 6           | 0           | 1           | 0           | 3                  | 0                  | 0                  | 0                  |               |               |               |               |             |             |             |             | 9        | 0      | 1           | 0          |